# Ramón Campabadal
Ramón Campabadal, né le 14 mai 1909
à Barcelone (Catalogne) et mort le 31 octobre 1993 dans la même ville, est un footballeur catalan des années 1920 et 1930 qui jouait au poste d'attaquant. Il est aussi pelotari.

## Biographie
Il commence à jouer au football dans une équipe d'étudiants qui s'appelle Nosaltres.
En 1928, Ramón Campabadal rejoint le FC Barcelone où il joue jusqu'en 1930. Il fait partie de l'équipe qui remporte le premier championnat d'Espagne de l'histoire en 1929. Il débute en championnat le 24 mars 1929 lors d'un match entre Barcelone et CE Europa (victoire 5 à 2 du Barça). Il joue 13 matchs et marque 11 buts avec Barcelone.
Campabadal joue ensuite au CF Badalona. Une grave blessure l'oblige à abandonner le football prématurément.
Plus tard, il devient joueur de pelote basque remportant cinq fois le championnat d'Espagne (1935, 1940, 1941, 1943 et 1944).

## Palmarès
Avec le FC Barcelone :
- Champion d'Espagne en 1929